# Lúcia Willadino Braga
Lúcia Willadino Braga ComMD • ComMC (Porto Alegre, 28 de maio de 1958) é uma  neurocientista brasileira. 
Comendadora da Ordem Nacional do Mérito Científico, é a atual presidente da Rede Sarah, em Brasília, onde começou em 1979 sua trajetória profissional.  

## Biografia
Lúcia nasceu na capital gaúcha, em 1958, mas mora em Brasília desde a fundação da cidade.
Cursou graduação de Música na Universidade de Brasília, na década de 1970, quando atuou com tratamento de crianças associado à música no Hospital Sarah Brasília, instituição onde atua desde então. Fez mestrado em Educação (1983), com tese na área de cognição e paralisia cerebral,  e se tornou doutora em Psicologia pela Universidade de Brasília (1994). Depois disso, fez pós-doutorado em Paris, pelo Hôpitaux Universitaires Pitié Salpêtrière (1997).
Já realizou mais de 130 palestras, em diferentes países, a maior parte nas áreas de neuroreabilitação e neuroplasticidade neuronal, inclusive no Brasil e durante o XI Encontro Nacional do Poder Judiciário, quando falou sobre um sistema lançado para embasar decisões jurídicas sobre liberação de tratamentos.
Tem inúmeras publicações científicas em periódicos internacionais renomados ,  além de capítulos e livros na área da neurorreabilitação. É casada e tem três filhos.
Atualmente(2019), é presidente e membro do Conselho Diretor da Associação das Pioneiras Sociais – gestora da Rede Sarah de Hospitais de Reabilitação. Inaugurou os Centros de Pesquisa em Neurociências no Rio de Janeiro e Brasília e expandiu a Rede Sarah de Hospitais de Reabilitação para São Luís (1994), Salvador (1994), Belo Horizonte (1997), Fortaleza (2001), Lago Norte (2003), Macapá (2005), Belém (2007) e  Rio de Janeiro (2009) – unidades  que juntas tratam mais de 1,8 milhões de pessoas por ano.
É vice-presidente da Federação Mundial de Neuroreabilitação (FMNR, Diretora da Sociedade Internacional de Lesões Cerebrais (SILC), membro  do Diretor da Sociedade Internacional de Lesões Cerebrais Pediátricas.(SILCP) e Professora da Faculdade de Medicina de Massachussets (UMASS - EUA).
Recebeu o título Doutor Honoris Causa pela Universidade de Reims (França), em 1999, sendo a primeira mulher na história da França a obter este reconhecimento. Foi nomeada pelo presidente da República do Brasil com a Ordem Nacional do Mérito Científico. Faz parte de vários conselhos editoriais de revistas científicas internacionais, publicou diversos livros, assim como capítulos e artigos em inúmeras publicações internacionais, inclusive na “Science”. Além de coordenar as nove unidades da Rede SARAH, atua também nas áreas de docência, pesquisa e reabilitação neurológica, em cooperação com universidades nacionais e internacionais.
Designada, em julho de 2019, para receber o prêmio "Prêmio de Distinção na Carreira” da Sociedade Neuropsicológica Internacional (SNI) como reconhecimento de sua contribuição na produção de conhecimento e na construção da neuropsicologia e da neurociência internacional.
É pesquisadora na área de saúde, com ênfase em neurociência e neurorreabilitação, tendo sido internacionalmente pioneira no envolvimento da família no processo de reabilitação. Desenvolveu temas como: neuroimagem por ressônancia magnética funcional, neuroplasticidade, reabilitação baseada no contexto e na família, paralisia cerebral, traumatismo cranioencefálico, acidente vascular cerebral. 

## Prêmios e homenagens
Como gestora, foi homenageada com o Grande Colar do Mérito pelo Tribunal de Contas da União em 2014. Recebeu uma homenagem no evento, comemorando os 31 anos da Associação dos Ex-alunos da Universidade de Brasília, em 2015. Foi a primeira pessoa da América Latina a receber o prêmio internacional Distinguished Carrer Award, pela carreira como neurocientista, durante o 89° Congresso da Sociedade Internacional de Neuropsicologia (INS), em 2019.
Em 2023, Braga foi admitida pelo ministro José Múcio à Ordem do Mérito da Defesa no grau de Comendadora suplementar.
- Prêmio Transparência e Fiscalização Pública concedido pela Mesa Diretora e pela Comissão de Fiscalização Financeira e Controle da Câmara dos Deputados, Brasília/DF, Brasil (2014).
- Certificado de Reconhecimento concedido pela Câmara Legislativa do Distrito Federal, pelo brilhantismo nos relevantes serviços prestados à sociedade brasileira, como Diretora da Rede SARAH de Hospitais de Reabilitação, Brasília/DF, Brasil (2012).
- Ordem do Mérito Judiciário Militar, concedido pelo Superior Tribunal Militar, Brasília-DF, Brasil (2012).
- Medalha do Mérito Nacional de Excelência em Medicina Oswaldo Cruz, concedida pelo Presidente da República do Brasil, Brasília/DF, Brasil (2010).
- Medalha do Pacificador, concedida pelo Ministério da Defesa / Exército Brasileiro, Brasília-DF, Brasil (2009).
- Medalha da Inconfidência, concedida pelo Governo do Estado de Minas Gerais, Ouro Preto/MG, Brasil (2008).
- Ordem do Mérito, concedido pelo Governo do Distrito Federal – GDF, Brasília/DF, Brasil (2007).
- Medalha de Mérito Pedro Ernesto, concedida pela Câmara Municipal do Rio de Janeiro, Rio de Janeiro/RJ, Brasil (2007).
- Homenagem Troféu Especial – Rede SARAH de Hospitais de Reabilitação, Divisão de Equipamentos Hospitalares – EquipHos, Brasília/DF, Brasil (2007).
- Prêmio Verde das Américas – Encontro Verde das Américas, Brasília/DF, Brasil (2006).
- Troféu Mulher do Ano, edição 2006 - Academia Internacional da Cultura, Brasília/DF, Brasil (2006).
- Votos de Aplauso, concedidos pelo Senado Federal – Petição n. 1103, Brasília/DF, Brasil (2004)
- Conduta Responsável em Research Award - Oregon Health & Science University, Portland, OR, Estados Unidos (2004).
- Reconhecimento da Excelência dos Serviços, concedido pela Sociedade Internacional de Neuropsicologia - INS, Salt Lake City, UT, Estados Unidos (2002).
- Título Cidadão Honorário de Brasília, concedido pela Câmara Legislativa do Distrito Federal, Brasília/DF, Brasil (2001).
- Prêmio de Mérito Nacional de Excelência Científica, concedido pelo Presidente da República do Brasil, Brasília/DF, Brasil (2000).
- Título Doctor Honoris Causa, concedido pela Universidade de Reims, Champagne-Ardenne, França (1999).